# تيدي كاتس
تيودور (تيدي) كاتس هو باحث وصحفي إسرائيلي، اشتهر ببحثه الجريء عن مذبحة الطنطورة التي وقعت في قرية الطنطورة الفلسطينية خلال حرب 1948.

## حياته ودراسته
ولد تيودور كاتس في فلسطين المحتلة ، وترعرع في بيئة يهودية صهيونية. لاحقًا، درس التاريخ في جامعة حيفا حيث أعد أطروحة الماجستير الخاصة به عام 1998 عن أحداث الطنطورة.

## بحثه عن مذبحة الطنطورة
خلال دراسته، أجرى كاتس مقابلات مع ناجين فلسطينيين وكذلك مع جنود إسرائيليين شاركوا في احتلال الطنطورة. توصل من خلال شهاداتهم إلى نتيجة تؤكد وقوع مذبحة راح ضحيتها عشرات المدنيين الفلسطينيين في مايو 1948.
نشرت جامعة حيفا بحثه الأكاديمي الذي أحدث صدمة في الأوساط الأكاديمية والسياسية الإسرائيلية. سرعان ما رفعت مجموعة من الجنود القدامى دعوى قضائية ضده بتهمة التشهير، ما أدى إلى إجباره على التراجع عن استنتاجاته بعد ضغوط قضائية.

## التبعات والجدل
على الرغم من التراجع في المحكمة، إلا أن بحث كاتس أثار جدلًا واسعًا وفتح الباب أمام باحثين آخرين لإعادة فحص السردية الإسرائيلية الرسمية عن أحداث حرب 1948.

## إعادة إحياء القضية: فيلم "الطنطورة"
في عام 2022، صدر فيلم وثائقي بعنوان الطنطورة أعاد تقديم شهادات كاتس والجنود الذين شاركوا في الأحداث، وأكد شجاعة كاتس في كشف هذه الحقائق التاريخية.

## الإرث والتقدير
يُعتبر تيودور كاتس اليوم أحد أبرز من تصدوا للسردية الرسمية في إسرائيل حول أحداث 1948، واستُشهد ببحثه في عدة دراسات أكاديمية ومقالات صحفية عالمية.

## روابط خارجية
- مواد مرئية عن كاتس على موقع الجزيرة
- صفحة كتاب عن الطنطورة على نور بوك